# Héctor Berríos
Héctor Eduardo Berríos Ibarra (Santiago, Chile, 18 de octubre de 1986) es un futbolista chileno. Juega de mediocampista y actualmente esta sin club.

## Clubes
| Club                      | País  | Año       |
| ------------------------- | ----- | --------- |
| Deportes Melipilla        | Chile | 2004-2009 |
| Deportes Concepción       | Chile | 2010      |
| Universidad de Concepción | Chile | 2011      |
| Cobresal                  | Chile | 2012      |
| Universidad de Concepción | Chile | 2013-2018 |
| Deportes Iquique          | Chile | 2019      |

## Palmarés
Campeonatos nacionales
| Título     | Club                      | País  | Año     |
| ---------- | ------------------------- | ----- | ------- |
| Primera B  | Deportes Melipilla        | Chile | 2004    |
| Primera B  | Deportes Melipilla        | Chile | 2006    |
| Primera B  | Universidad de Concepción | Chile | 2013    |
| Copa Chile | Universidad de Concepción | Chile | 2014-15 |